# 첼시 케인
첼시 케인(Chelsea Kane, 1988년 9월 15일 ~ )은 미국의 배우 및 가수이다.

## 출연 작품
- 베이비 대디 4 (2014)
- 베이비 대디 3 (2014)
- 베이비 대디 2 (2013)
- 베이비 대디 1 (2012)